# Erik Wahlberg (målare)
Erik Wahlberg var en svensk fajansmålare verksam under 1700-talet.
Han var son till slottstimmermannen Mikael Wahlberg och Christina Tillander. Wahlberg var verksam som fajansmålare vid Rörstrands porslinsfabrik 1741–1768. Han bestämde sig för att förkovra sig inom yrket och begav sig 1768 ut på en resa för att studera porslinsmålning och tillverkning utomlands. Han var verksam vid porslinsfabriken i Stralsund 1769–1774. Hans tillämpade ett ovanligt friskt och brett måleri och framstår som en av Rörstrands skickligaste målare med muffelfärger. Wahlberg finns representerad vid Kulturen i Lund och Nationalmuseum i Stockholm.